# Sakari Pietilä
Sakari Pietilä, född 21 juni 1954 i Uleåborg, är en finländsk ishockeytränare och före detta professionell ishockeyspelare.
Han var huvudtränare för Luleå HF säsongen 1993/1994, där Luleå slutade 10:a i tabellen.